# Pedra Filosofal (poema)
Pedra Filosofal (Portugal, 1956) é um poema do poeta António Gedeão, publicado no livro Movimento Perpétuo.
Aproveitando a musicalidade do poema, Manuel Freire apresenta em 1970 o poema musicado, que, pelas suas características rapidamente se tornou num hino e numa bandeira da resistência contra a ditadura. 
Em 2024, o poema foi uma das 150 canções, que constam na antologia, As Palavras das Canções, organizada por João Calixto, editada com o apoio da Sociedade Portuguesa de Autores. 
Foi cantado por vários nomes da música portuguesa, nomeadamente: Carlos do Carmo, Francisco José, Lena d' Agua e Rita Guerra. 